# Уилер, Джордж Годфри
Джордж Го́дфри Уи́лер (англ. George Godfrey Wheeler; 31 января 1873 — 13 апреля 1915) — британский офицер. Награждён крестом Виктории, высочайшей и наиболее престижной наградой за храбрость, которую могут получить военные Великобритании и Британского содружества.

## Биография
Получил образование в Современной школе Бедфорда.
Был майором 7-го Харианского уланского полка Британской Индийской армии в ходе Первой мировой войны. 12 апреля 1915 года при Шаиба, в Месопотамии, повел свой эскадрон в попытке захватить флаг, который находился в центре вражеского отряда, который обстрелял один из его отрядов. Он двинулся вперед, атаковал вражескую пехоту уланами, а затем отступил, чтобы артиллерия смогла нанести по ним удар. 13 апреля 1915 года майор Уилер повел свой эскадрон в атаку на северный холм. Его видели далеко впереди от своей группы, скачущим прямо на вражеское знамя. В ходе атаки был убит. Ему было 42 года. За этот подвиг он получил Крест Виктории.